# 桂建芳
桂建芳（1956年6月28日—），中国遗传学家、发育生物学家，中国科学院水生生物研究所研究员。主要以鱼类遗传育种方面的工作知名，包括对多倍体银鲫遗传机制、以及银鲫新品种培育方面的研究。他在《自然》、《美國國家科學院院刊》、《中国科学》和《科学通报》上发表多篇文章，曾获国家自然科技成果奖二等奖。2013年获选为中国科学院院士。2015年11月，当选为发展中国家科学院（TWAS）院士。

## 生平
桂建芳生于湖北黄梅县长岭乡，1982年获武汉大学细胞生物学专业理学士学位。之后升入武汉大学遗传学专业，在余先觉、周暾指导下研究了中国淡水鱼的核型与染色体，1984年获硕士学位。之后到中国科学院水生生物研究所工作，研究鱼类育种。1991年12月至1994年8月到美国俄亥俄医学院、加州大学圣迭戈分校访问，并在圣迭戈付向东的实验室做了博士后研究。1994年8月，与当时在美国读书、研究真核基因调控的妻子张奇亚一同回到了中国武汉。回国后于1995年获水生生物研究所理学博士学位，并升任研究员。
1999年至2007年，桂建芳是水生生物研究所常务副所长、所长，2001年至2011年成为淡水生态与生物技术国家重点实验室主任。他还担任过农业部第八届科学技术委员会委员、中国海洋湖沼学会副理事长、中国水产学会常务理事、中国遗传学会、中国细胞生物学会和中国鱼类学会理事等职。2009年被授予“五一劳动奖章”。他还曾获得过国家“八五”科技攻关重大成果奖、获中国科学院自然科学三等奖（1995）、国家自然科学二等奖（1995）、中国科学技术协会“青年科技奖”（1991）、中国科学院“青年科学家奖”一等奖（1995）、香港求是科学基金会授予的“杰出青年学者奖”（1996）、“十一五”国家科技计划执行突出贡献奖（2011）等荣誉。

## 研究
桂建芳一开始来到水生所时，就开始从事鱼类遗传育种研究。1980年代，鱼类染色体组操作的研究在世界上十分流行，桂建芳选择了水晶彩鲫作为实验材料。这个鱼种是红鲫鱼中挑选的突变体，纯合状态下体壁透明，而与红鲫鱼杂交后产生的个体不但透明，且具彩色斑纹。桂的团队设计了静水压力器，在卵受精后进行静水压处理，得到了三倍体彩鲫。他们通过光镜和电镜观察了三倍体的染色体行为，发现雄性三倍体鱼有的能产生正常精子，而雌性的卵巢发育较为复杂，往往含有败育或倾向败育的细胞。
人工复合四倍体异育银鲫是桂建芳的另一主要成就，他从异育银鲫中鉴定出少量既保持银鲫的全部162个染色体，又融入鲤鱼精子单倍体染色体组（50个染色体）的复合四倍体，这就是人工复合四倍体异育银鲫。桂建芳等进行了人工雌核发育实验，发现复合四倍体异育银鲫的卵子发育方式有两种。其中一种是：卵子与红鲤精子结合后，卵核染色体未减数，发育成复合四倍体子代。而卵子接受银鲫雄鱼精子时，精核、卵核融合，一部分染色体丢失，从而形成非整倍体胚胎。这两种不同的应答机制，在脊椎动物中是非常特别的。
桂建芳在美国时，采用激酶鉴定、去组装诱导、蛋白质分级分离的方法鉴定出新的激酶——SRPK1。它能使剪接因子SR蛋白发生高度磷酸化。这一激酶对细胞周期起着调控的作用。接着他又鉴定并分离了SRPK1的抑制因子。
回国以后，桂建芳继续鲫鱼方面的研究。2007年，桂建芳的实验室通过研究雌雄同体的石斑鱼，通过免疫荧光定位观察证明了SOX3在卵子发生中的调控作用。他们还以鲫囊胚细胞建立细胞模型系统，发现血红素加氧酶－1在低氧情况下表达增强。因而血红素加氧酶－1的基因可能参与保护CAB细胞抵抗低氧应激反应。另外，桂还对水生病毒学有所涉猎。2010年，桂建芳等人又发表了关于干扰素调节因子3（IRF3）的研究，发现鱼类IRF3与哺乳动物一样对干扰素产生诱导，但不同的是鱼类IRF3会反过来受干扰素诱导表达。